# Гайдін Вадим Олексійович
Вадим Олексійович Гайдін (позивний — Майстер; 20 серпня 1968, м. Запоріжжя, Україна — 18 березня 2022, Київська область, Україна)— український військовослужбовець, громадський та політичний діяч, й волонтер. Сержант та боєць другої роти 2-го окремого батальйону ДУК ПС, учасник російсько-української війни. Загинув під час захисту Києва від російських загарбників, був похований у Тернополі.

## Життєпис
Вадим Гайдін народився 20 серпня 1968 року в місті Запоріжжя.
У 2014—2015 роках командував відділенням батальйону «Донбас». Воював разом з Маркіяном (Марком) Паславським. 20 серпня 2015, у день народження, отримав тяжке поранення в м. Іловайську, пережив контузію і тяжку травму ока. Після операції та відновлення займався волонтерством. Багато часу перебував у західних областях, особливо в Тернополі. Боєць ДУК «Правого сектора» Тернопільщини.
На місцевих виборах 25 жовтня 2015 балотувався в Запорізьку обласну раду 7-го скликання (територіяльний виборчий округ № 6) від політичної партії «Українське об’єднання патріотів — УКРОП».
Допоміг відкрити в Києві музей Майдану.
Під час повномасштабного російського вторгнення виконував бойові завдання у складі 2-ї роти 2-го окремого батальйону Добровольчого українського корпусу «Правий сектор».
Загинув 18 березня 2022 поблизу селища Олексіївки на Київщині від численних осколкових поранень під час проведення операції розвідки з пошуку ворожих ДРГ і корегувальників. Панахиду відправили в Архикатедральному Соборі Непорочного Зачаття Пресвятої Богородиці УГКЦ. Похований на Алеї Героїв Микулинецького цвинтаря.

Родина
Дружина — Наталія Полива. Син Герман — архітектор.

## Нагороди
- медаль «За військову службу Україні» (2014) — за особисту мужність і героїзм, виявлені у захисті державного суверенітету та територіальної цілісності України, вірність військовій присязі[4].
- відзнака «Гідність та воля» (2016)[5].